# Ebe W. Tunnell

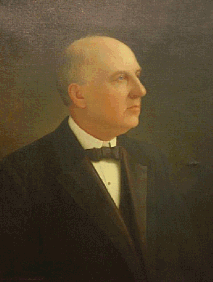

Ebe Walter Tunnell (31 de dezembro de 1844 — 18 de dezembro de 1917) foi um político norte-americano que foi governador do estado do Delaware, no período de 1897 a 1901, pelo Partido Democrata.